# Gymnopleurus janssensi
Gymnopleurus janssensi là một loài bọ cánh cứng trong họ Bọ hung (Scarabaeidae).